# Briefmarkensprache

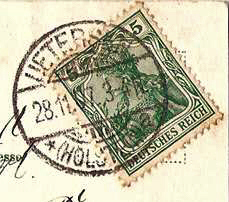
Eine nach links gekippte Marke aus der Germania-Serie, abgestempelt 1907

Unter Briefmarkensprache versteht man die Übermittlung verschlüsselter Botschaften durch die Anordnung der Briefmarken auf einem Brief.

## Geschichte
Etwa ab 1870 war die Anordnung der Briefmarken auf einem Brief zum Zweck der verdeckten Information verbreitete Praxis. Dazu erschienen Anleitungen zur Deutung der Botschaften auf Postkarten, in Zeitschriften und sogar in mehreren Büchern.
Bis in die 1960er Jahre erfreute sich die Briefmarkensprache nicht nur in Deutschland, sondern auch in anderen Ländern wie Österreich, Belgien, Frankreich, Großbritannien oder der Schweiz besonders unter Liebespaaren einer gewissen Beliebtheit.
Durch die Abnahme der Briefpost und die Zunahme der elektronischen Informationsübermittlung geriet die Briefmarkensprache immer mehr in Vergessenheit.

## Ausdrucksweise

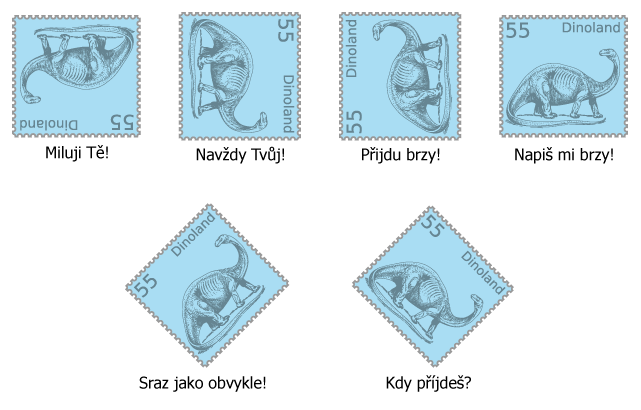
Beispiele der Briefmarkensprache (im Tschechischen)

Durch die Art und Weise, wie eine oder mehrere Briefmarken auf einen Brief oder eine Postkarte geklebt werden, kann ein Bedeutungsinhalt übermittelt werden. Abweichend von der üblichen Anordnung, bei der die Marken fein säuberlich akkurat und gerade in die äußerste obere rechte Ecke geklebt werden, können etwa 70 Variationen der Anordnung für ein bis zwei Briefmarken vorstellbar sein.
Je nach Quelle sind jedoch verschiedene Deutungen für dieselbe Anordnung möglich. Absender und Empfänger sollten sich über die jeweiligen Bedeutungen daher einig sein, um Missverständnisse zu vermeiden.

## Bedeutungen
Beispiele:
- Die Marke nach rechts gekippt: „Innige Küsse!“
- die Marke auf der Seite liegend: „Vergiss mich nie!“